# Stadio Hanshin Kōshien
Lo stadio Hanshin Kōshien, in giapponese Hanshin Kōshien Kyūjō (阪神甲子園球場?), comunemente chiamato Kōshien, è uno stadio di baseball situato a Nishinomiya, nella Prefettura di Hyōgo, in Giappone. Oltre ad essere lo stadio casalingo della squadra di NPD Hanshin Tigers, è famoso per essere il luogo in cui si svolgono le partite finali del campionato liceale giapponese di baseball(高校野球), competizione anch'essa spesso ma impropriamente chiamata, per metonimia, "Kōshien".
La sua capacità attuale è di 47.808 persone

## Storia
È stato inaugurato il 1º agosto 1924, con il nome di "Stadio Kōshien" (Kōshien Kyūjō). Il nome Koshien (甲子園)  derivava da quello dal ciclo sessagesimale del calendario cinese: il 1924, infatti, era il primo anno kōshi (甲子) del ciclo.
Fin dalla sua fondazione fu la sede per le finali del campionato di baseball liceale: in effetti, venne costruito proprio a questo scopo. All'epoca della sua inaugurazione era il più grande stadio asiatico, con una capacità, poi diminuita nelle varie ristrutturazioni, di 55,000 persone.
Nel 1936 venne scelto come stadio casalingo dalla squadra degli Hanshin Tigers (all'epoca Osaka Tigers), che ne è ancora usufruttuaria. Il 14 febbraio 1964 il nome dello stadio venne ufficialmente cambiato in quello attuale, Hanshin Kōshien, in seguito dell'acquisto da parte della società giapponese di trasporti Hanshin Electric Railway.
Lo stadio è stato ristrutturato varie volte nella sua storia, le modifiche maggiori sono state apportate nel 1949 e nel 1991. Nel 1995 la struttura è rimasta seriamente danneggiata dal devastante terremoto di Kobe; parte delle tribune crollarono e su altre si aprirono delle crepe. Nel 2008 sono partiti i lavori per un nuovo progetto di ammodernamento, che dovrebbero concludersi nel 2010.

## Accesso
Lo stadio è comodamente accessibile dalla stazione di Kōshien, lungo la linea principale Hanshin, che collega Osaka con Kōbe.

## Il Kōshien nelle opere di finzione
Lo stadio è apparso innumerevoli volte all'interno della vasta produzione giapponese di manga e anime incentrati sul campionato liceale di baseball; fra i tanti titoli, possono essere citate le opere Kyojin no Hoshi (Tommy la stella dei Giants) di Ikki Kajiwara e Noboru Kawasaki, Kinnikuman del duo Yudetamago Dokaben (Mr. Baseball) di Shinji Mizushima, Touch, H2,Cross Game e Mix: Meisei Story di Mitsuru Adachi,  Rookies di Masanori Morita e Ace of Diamond di Yuji Terajima. Cambiando genere, l'episodio in quattro parti Pericolo allo stadio (Koshien no kiseki! Mienai akuma ni makezu girai) dalla nona stagione della serie animata Detective Conan è ambientato all'interno dello stadio.
Un'altra citazione si ha nel manga umoristico Dash Kappei (noto in Italia come Gigi la Trottola): in un episodio il demenziale protagonista, membro del club di pallacanestro della sua scuola, dichiara la sua ferma intenzione di portare la sua squadra al Kōshien... sconvolgendo i suoi compagni di squadra, dal momento che il campionato di pallacanestro non si disputa, ovviamente, al Kōshien. Citazione dello stadio anche nell'anime Battery